# Frankrijk op het Eurovisiesongfestival 1995
Frankrijk deed in 1995 voor de achtendertigste keer mee aan het Eurovisiesongfestival. In de Ierse stad Dublin werd het land op 13 mei vertegenwoordigd door Nathalie Santamarie met het lied "Il me donne rendez-vous". Zij eindigde met 94 punten op de vierde plaats.

## Nationale voorselectie
Net zoals het voorbije jaar koos men ervoor om een interne selectie te houden. Men koos voor de zangeres Nathalie Santamaria met het lied "Il me donne rendez-vous".

## In Dublin
In Ierland moest Frankrijk optreden als twaalfde, net na Kroatië en voor Hongarije. Op het einde van de puntentelling werd duidelijk dat Frankrijk de vierde plaats had gegrepen met 94 punten.

### Gekregen punten
Nederland deed niet mee in 1995 en  België had zes punten over voor deze inzending.

#### Finale
| 12 punten | 10 punten                | 8 punten                         | 7 punten                         | 6 punten                          |
| --------- | ------------------------ | -------------------------------- | -------------------------------- | --------------------------------- |
|           | - Hongarije - Oostenrijk | - Duitsland - IJsland - Slovenië | - Israël - Polen                 | - België - Denemarken - Noorwegen |
| 5 punten  | 4 punten                 | 3 punten                         | 2 punten                         | 1 punt                            |
| - Ierland |                          | - Kroatië - Zweden               | - Cyprus - Griekenland - Turkije | - Verenigd Koninkrijk             |

### Punten gegeven door Frankrijk

#### Finale
Punten gegeven in de finale:
| 12 punten | Verenigd Koninkrijk |
| 10 punten | Noorwegen           |
| 8 punten  | Oostenrijk          |
| 7 punten  | Spanje              |
| 6 punten  | Malta               |
| 5 punten  | Griekenland         |
| 4 punten  | Portugal            |
| 3 punten  | Zweden              |
| 2 punten  | IJsland             |
| 1 punt    | Ierland             |